# Andy Carroll
Andy Carroll, właśc. Andrew Thomas Carroll (ur. 6 stycznia 1989 w Gateshead) – angielski piłkarz, występujący na pozycji napastnika we francuskim klubie Amiens SC Były reprezentant Anglii.

## Kariera klubowa
W latach 2005–2006 zadebiutował w młodzieżowych drużynach Newcastle United, po czym rok później trafił do pierwszej drużyny Newcastle.
W sezonie 2007-2008 został wypożyczony do Preston North End.
31 stycznia 2011 roku, za kwotę 35 milionów funtów przeszedł do Liverpoolu F.C. i podpisał z tym klubem 5,5-letni kontrakt, stając się tym samym najdroższym graczem w historii klubu oraz najdroższym angielskim piłkarzem w historii futbolu. Zadebiutował w barwach klubu z Merseyside 6 marca 2011 roku w wygranym 3-1 meczu z Manchesterem United. Swoje premierowe trafienia dla ekipy "The Reds" zaliczył 11 kwietnia 2011 roku w meczu przeciwko Manchesterowi City. Na listę strzelców wpisał się w 13 oraz 35 minucie spotkania, a Liverpool F.C. wygrał ten pojedynek 3-0.
W sezonie 2011/2012 Carroll zdobył z drużyną klubową Puchar Ligi Angielskiej oraz zagrał w finale Pucharu Anglii, w którym zdobył bramkę.
30 sierpnia 2012 został wypożyczony do West Ham United. Po sezonie londyński klub zdecydował się na wykupienie Carrolla za 15 milionów funtów.

### Statystyki kariery
Aktualne na dzień 28 maja 2019 r.
| 2006/07            | Newcastle          | Premier League     | 4   | 0  | 1  | 0 | 0  | 0 | 2 | 0 | 7   | 0  |
| 2007/08            | Newcastle          | Premier League     | 4   | 0  | 2  | 0 | 0  | 0 | — | — | 6   | 0  |
| 2007/08            | Preston (wyp.)     | Championship       | 11  | 1  | 0  | 0 | 1  | 0 | — | — | 12  | 1  |
| 2008/09            | Newcastle          | Premier League     | 14  | 3  | 2  | 0 | 0  | 0 | — | — | 16  | 3  |
| 2009/10            | Newcastle          | Championship       | 39  | 17 | 3  | 2 | 0  | 0 | — | — | 42  | 19 |
| 2010/11            | Newcastle          | Premier League     | 19  | 11 | 0  | 0 | 1  | 0 | — | — | 20  | 11 |
| 2010/11            | Liverpool          | Premier League     | 7   | 2  | 0  | 0 | 0  | 0 | 2 | 0 | 9   | 2  |
| 2011/12            | Liverpool          | Premier League     | 35  | 4  | 6  | 4 | 6  | 1 | — | — | 47  | 9  |
| 2012/13            | Liverpool          | Premier League     | 2   | 0  | 0  | 0 | 0  | 0 | 0 | 0 | 2   | 0  |
| 2012/13            | West Ham (wyp.)    | Premier League     | 24  | 7  | 0  | 0 | 0  | 0 | — | — | 24  | 7  |
| 2013/14            | West Ham           | Premier League     | 15  | 2  | 0  | 0 | 1  | 0 | — | — | 16  | 2  |
| 2014/15            | West Ham           | Premier League     | 14  | 5  | 2  | 0 | 0  | 0 | — | — | 16  | 5  |
| 2015/16            | West Ham           | Premier League     | 27  | 9  | 4  | 0 | 1  | 0 | — | — | 32  | 9  |
| 2016/17            | West Ham           | Premier League     | 18  | 7  | 1  | 0 | 0  | 0 | 3 | 0 | 22  | 7  |
| 2017/18            | West Ham           | Premier League     | 16  | 3  | 0  | 0 | 2  | 0 | 0 | 0 | 19  | 3  |
| 2018/19            | West Ham           | Premier League     | 12  | 0  | 2  | 1 | 0  | 0 | 0 | 0 | 14  | 1  |
| Łącznie w karierze | Łącznie w karierze | Łącznie w karierze | 261 | 71 | 23 | 7 | 12 | 1 | 7 | 0 | 304 | 79 |

## Kariera reprezentacyjna
Od 2007 do 2008 roku grał w reprezentacji Anglii do lat 19. Zagrał w niej osiem meczów, w których zdobył cztery bramki. W kadrze U-21 wystąpił natomiast trzykrotnie i strzelił dwa gole. 17 listopada 2010 roku zadebiutował w pierwszej reprezentacji Anglii w przegranym 1-2 towarzyskim meczu z Francją. Swoje pierwsze trafienie w narodowych barwach zaliczył w zremisowanym 1-1 towarzyskim meczu z Ghaną, który odbył się 29 marca 2011 roku w Londynie na stadionie Wembley. 16 maja 2012 roku Carroll znalazł się w 23-osobowej grupie zawodników powołanych na Euro 2012. 15 czerwca 2012 roku rozegrał cały mecz w reprezentacji Anglii ze Szwecją, w ramach Euro 2012, w którym zdobył bramkę otwierającą wynik spotkania. Mecz zakończył się wynikiem 3-2.